# فلاشات (مسلسل)
فلاشات، مسلسل قطري، عرض الجزء الأول في 2020. عرض الجزء الثاني في 2021 باسم فلاشات 2021، وعرض الجزء الثالث في 2022 باسم فلاشات 2022.[بحاجة لمصدر]

## الأبطال

### فلاشات
- سعد بخيت
- بوهلال
- مريم فهد
- فرج سعد
- محمد السني
- ماجد الشمري
- عبد الحميد الشرشني
- سامح محي الدين
- ندى أحمد
- هدى المالكي
- محمد الصايغ
- فيصل رشيد
- عتيق مبارك
- علي الشرشني
- شيماء مبارك
- تميم المالكي
- إدريس عبد الله
- محمود عدنان

### فلاشات 2021
- سعد بخيت
- بوهلال
- مريم فهد
- ندى أحمد
- محمد السني
- فرج سعد
- فيصل رشيد
- عبد الحميد الشرشني
- سامح محي الدين
- أسرار
- زينب العلي
- علي الشرشني
- علي ربشة
- غندور
- تميم المالكي
- حلا يوسف

### فلاشات 2022
- سعد بخيت
- بوهلال
- مريم فهد
- هدية سعيد
- محمد السني
- أسرار
- فرج سعد
- ندى أحمد
- هدى المالكي
- فيصل رشيد
- سامح الهجاري
- زينب العلي
- حسن صقر
- علي ربشة
- عبد الحميد الشرشني
- غندور
- رغدة مصطفى
- سلمان سالم
- حلا يوسف
- تميم المالكي
- سعيد الكعبي
- ماجد الشمري
- الصديق الصادقي
- أيمن يحيى
- أبان جوفي
- أميرة ياسر